# Upoznajte Joea Blacka (1998.)
Upoznajte Joea Blacka (engl. Meet Joe Black), američka je drama iz 1998. godine redatelja Martina Bresta.

## Radnja filma
Glavni lik Smrt, uzima tijelo nedavno poginulog mladića (Brad Pitt) te dolazi u posjet milijunašu (Anthony Hopkins) kako bi ga pripremio na skori kraj života. U međuvremenu se Smrt zaljubljuje u milijunaševu kćerku (Claire Forlani).

## O filmu
Upoznajte Joea Blacka je režirao Martin Brest, koji je također sudjelova u produkciji filma. Scenarij je inspirirao kazališni komad "Death Takes a Holiday" Alberta Casella i film istoimeni film iz 1934. godine. 

## Uloge (izbor)
- Anthony Hopkins – William Parrish
- Brad Pitt – Joe Black
- Claire Forlani – Susan Parrish
- Jeffrey Tambor – Quince
- Marcia Gay Harden – Allison Parrish
- Jake Weber – Drew

## Vanjske poveznice
- Meet Joe Black u internetskoj bazi filmova IMDb-a